# Liste der Kulturdenkmäler in Weitersweiler
In der Liste der Kulturdenkmäler in Weitersweiler sind alle Kulturdenkmäler der rheinland-pfälzischen Ortsgemeinde Weitersweiler aufgeführt. Grundlage ist die Denkmalliste des Landes Rheinland-Pfalz (Stand: 27. November 2018).

## Denkmalzonen
| Bezeichnung                       | Lage                                                | Baujahr   | Beschreibung | Bild            |
| --------------------------------- | --------------------------------------------------- | --------- | --- | --------------- |
| Denkmalzone Christlicher Friedhof | Hauptstraße, am südlichen Ortseingang Lage          | 1856      | 1856 angelegt, 1898 und 1960/61 erweitert; im nordwestlichen Bereich entlang der Friedhofsmauer geschlossenes historisches Gräberfeld, großteils mit originalen Einfassungen | BW              |
| Denkmalzone Jüdischer Friedhof    | östlich des Ortes; Flur Vor dem Judenbegräbnis Lage | nach 1850 | vermutlich nach 1850 angelegt; originale Friedhofsmauer und 20 Grabsteine von 1772 bis 1917 erhalten                                                                         | Fotos hochladen |

## Einzeldenkmäler
| Bezeichnung                          | Lage                            | Baujahr         | Beschreibung | Bild                           |
| ------------------------------------ | ------------------------------- | --------------- | --- | ------------------------------ |
| Kriegerdenkmal                       | Bolander Straße, vor Nr. 9 Lage | 1907            | Kriegerdenkmal 1866 und 1870/71, Rotsandstein-Obelisk, bezeichnet 1907, Architekt Carl Marschall                                                             | BW                             |
| Schulhaus                            | Hauptstraße 8 Lage              | 1824/25         | ehemaliges Schulhaus; Krüppelwalmdachbau, 1824/25, Aufstockung 1902, Architekt Johann Christoph Schreiber, Kirchheimbolanden, Einfriedung und Pavillon, 1907 | BW                             |
| Katholische Kirche St. Bartholomäus  | Hauptstraße 25 Lage             | 1876–80         | stattlicher spätklassizistischer Saalbau, 1876–80, Architekt Max von Siebert, Speyer; ortsbildprägend                                                        | weitere Bilder Fotos hochladen |
| Katholische Kapelle St. Bartholomäus | Lindenstraße 2 Lage             | 14. Jahrhundert | gotischer Chor, 14. Jahrhundert, Westwand und Walmdach nach 1875                                                                                             | Fotos hochladen                |